# Aglaonema philippinense
Aglaonema philippinense là một loài thực vật có hoa trong họ Ráy (Araceae). Loài này được Engl. mô tả khoa học đầu tiên năm 1898.